# 常州大学怀德学院
常州大学怀德学院（英語：Changzhou University Huaide College），原江苏工业学院怀德学院，是经教育部批准，依托常州大学办学资源，由常州大学和靖江市合作举办的独立学院。2002年3月，学院经江苏省教育厅批准创立，办学性质为公有民办二级学院。2005年5月，经教育部批准，学院转设为独立学院。2013年12月，经江苏省事业单位登记管理局批准，学院设立登记为事业单位法人。2014年4月，常州大学与靖江市人民政府就怀德学院迁址靖江办学正式签约。2014年5月，教育部正式批复同意怀德学院迁址靖江办学。

## 专业设置
学院设立近20个专业：
- 一系
  - 化学工程与工艺
  - 制药工程
  - 高分子材料与工程
- 二系
  - 过程装备与控制工程
  - 油气储运工程
  - 机械设计制造及其自动化
  - 给水排水工程
  - 土木工程
- 三系
  - 电子信息工程
  - 计算机科学与技术
  - 通信工程
  - 自动化
- 四系
  - 日语
  - 英语
  - 国际经济与贸易
  - 会计学
  - 市场营销
  - 信息管理与信息系统